# Düsseltalmündung
Die Düsseltalmündung ist eine kleinteilige naturräumliche Einheit mit der Ordnungsnummer 550.13 und gehört zu der übergeordneten naturräumlichen Haupteinheit 550.1 (Hilden-Lintorfer Sandterrassen). Sie ist Bestandteil der Bergischen Heideterrasse.
Die Düsseltalmündung umfasst laut dem Handbuch der naturräumlichen Gliederung Deutschlands das Ende des aus dem Rheinischen Schiefergebirge austretenden Tals der Düssel im Übergang zur Rheinebene zwischen dem Neandertal und Düsseldorf-Gerresheim, nicht aber den Bereich der eigentlichen Mündung des Flusses in den Rhein. Im Norden, Osten und Süden wird die Düsseltalmündung von den Mettmanner Lößterrassen (3371.00) umschlossen, im Westen grenzt der Naturraum an die Düsseldorf-Duisburger Rheinebene (575.30). Im Naturraum liegt, ihn fast vollständig ausfüllend Alt-Erkrath, der Stadtkern der Stadt Erkrath.
Das Kastental der Düssel im Naturraum ist ca. 3,5 km lang und ca. 500 m breit. Die Einsenkung des Talgrunds innerhalb des beiderseitigen Terrassengeländes der Rheinischen Hauptterrasse ist rund 50 m tief und reicht bis zu dem oligozänischem Meeressanden. Der Talboden besteht aus alluvial übersandeten Niederterrassenkiesen und -sanden, auf denen die Düssel mäandert. In den Randbereichen des Düsseltals haben sich Mittelterrassenreste erhalten.